# 間沢駅
間沢駅（まざわえき）は、かつて山形県西村山郡西川町にあった山形交通三山線の終着駅だった駅である。開業当初は周辺鉱山からの貨物取扱い、戦後は高度成長期（昭和30-40年代）に当駅から月山へスキー客が向かった重要な駅であった。

## 歴史
- 1928年（昭和3年）9月17日：三山電気鉄道の海味駅 - 当駅間延長開通により開業。
- 1943年（昭和18年）10月1日：山形交通発足により同社の駅となる。
- 1974年（昭和49年）11月18日：山形交通三山線の全線廃止により廃止。

## 駅構造
本線は単式ホーム1面1線。駅構内には三山線の車両基地である三山電車庫が併設されていた。

## 駅周辺
駅周辺部は西川町の中心街をなすところであったため、商店や食事処が多く建っていた。当駅前（跡）には山菜料理専門店の出羽屋などがある。

## 廃線後の状況
1974年（昭和49年）に全区間が廃止されたのちは、山形交通三山営業所（現、間沢待合所）としてしばらくは当時の建物と線路を剥いだだけの敷地を利用して山形 - 鶴岡間などのバスの停留所として利用されていた。また、待合室には三山電鉄のレール、架線ケーブルやタブレットなどが暫くの間展示されていた。昔は町の主要産業の1つであったニット製品がガラスキャビネットの中に展示されていたこともある。
山形自動車道開通前は特急バスも停車する重要な停留所であったが、同高速の開通や建物の老朽化により、1995年（平成7年）頃に建物の取り壊し、周辺道路の拡幅、町の衰退などにより周辺を含めた駅当時の面影はない。

## 隣の駅
山形交通
三山線
西海味駅 - 間沢駅